# Buziet
Buziet é uma comuna francesa na região administrativa da Nova Aquitânia, no departamento dos Pirenéus Atlânticos. Estende-se por uma área de 8,2 km². Em 2010 a comuna tinha 494 habitantes (densidade: 60,2 hab./km²).